# Palača Caserta
Kraljeva palača v Caserti (italijansko Reggia di Caserta [ˈrɛddʒa di kaˈzɛrta, - kaˈsɛrta]; neapeljsko Reggia 'e Caserta [ˈrɛdːʒ(ə) e kaˈsertə]) je nekdanja kraljeva rezidenca v Caserti v Kampaniji, 35 km severno od Neaplja v južni Italiji, ki jo je kot glavno rezidenco neapeljskih kraljev zgradili Bourboni-Dveh Sicilij. Stoji 35 km severno od zgodovinskega središča Neaplja v Italiji in je največja palača v Evropi, postavljena v 18. stoletju. Leta 1997 je bila palača vpisana za Unescov seznam svetovne dediščine; njena nominacija jo je opisala kot »labodji spev spektakularne umetnosti baroka, iz katere je prevzela vse značilnosti, potrebne za ustvarjanje iluzij večsmernega prostora«. Kraljeva palača v Caserti je največja nekdanja kraljeva rezidenca na svetu s prostornino več kot 2 milijona m3 in pokriva površino 47.000 m2 ter površino 138.000 kvadratnih metrov, ki je porazdeljena v pet nadstropij stavbe.

## Zgodovina
Gradnja palače se je začela leta 1752 za Karla VII. Neapeljskega (kasneje Karla III. Španskega), ki je tesno sodeloval s svojim arhitektom Luigijem Vanvitellijem. Ko je Karel videl Vanvitellijev veličastno pomanjšan model za Caserto, ga je prevzelo čustvo, »da si je lahko iztrgal srce iz prsi«. Na koncu Karel ni nikoli prespal v Reggii, saj je leta 1759 abdiciral in postal španski kralj. Projekt je bil le delno dokončan za Karlovega tretjega sina in naslednika, Ferdinanda IV. Neapeljskega.
Politični in družbeni model za Vanvitellijevo palačo je bil Versailles, ki je, čeprav presenetljivo drugačen v svoji raznolikosti in razporeditvi, reševal podobne probleme zbiranja in zagotavljanja kralja, dvora in vlade v masivni stavbi s socialno strukturo majhnega mesta, ki se sooča z baročnim pogledom na močno podrejeno naravo, la nature forcée. To je bil del celotnega koncepta palače, ko ga je Mario Gioffredo prvič predlagal leta 1750. Po besedah Georgea L. Herseyja je predlog predvideval palačo, »ki je bila virtualno mesto, v katerem niso bili samo dvor in kralj, temveč vse glavne politične in kulturne elite kraljestev Neaplja in Sicilije - univerza, muzej, knjižnica, kabinetni biroji, vrhovno vojaško poveljstvo itd. naprej«.
Znani britanski umetnostni zgodovinar Anthony Blunt je palačo dejal:
»... je postal simbol nove monarhije in Vanvitellijev drzen dizajn briljantno izraža to idejo. Prostranost obsega. Pogledi skozi odprte veže na park in dramatično načrtovano veliko stopnišče so dokazi, da je Karel želel tekmovati z Versaillesom; vendar niti en element ni neposredno izposojen iz palače Ludvika XIV. Caserta ima veliko prednost pred svojim modelom, saj jo je kot celoto načrtoval en sam arhitekt v enem samem trenutku, v nasprotju z včasih neurejeno aglomeracijo elementov, zaradi katerih je Versailles bolj slikovit, a manj harmoničen«.
Prebivalstvo Caserta Vecchia je bilo premaknjeno 10 kilometrov, da bi zagotovili delovno silo bližje palači. Tovarna svile v San Leuciu je bila preoblečena v paviljon v ogromnem parku.
Drug od kraljevih primarnih ciljev je bil imeti veličastno novo kraljevo dvorišče in upravno središče za kraljestvo na lokaciji, zaščiteni pred napadi z morja in oddaljeni od upora nagnjenega in preobremenjenega mesta Neapelj. Vojašnice so bile nameščene znotraj palače, da bi kralju nudile primerno zaščito.
Kraljevo palačo v Madridu, kjer je Karel odraščal, je zasnoval Filippo Juvarra za Karlovega očeta, Filipa V. Španskega in palača Charlottenburg je zagotovila modele. Zdi se, da se je prostorno osmerokotno preddverje zgledovalo po baziliki Santa Maria della Salute v Benetkah, medtem ko se palatinska kapela največkrat primerja s kraljevo kapelo v Versaillesu. Vanvitelli je umrl leta 1773: gradnjo je nadaljeval njegov sin Carlo in nato drugi arhitekti; vendar izvirni projekt starejšega Vanvitellija, ki je vključeval ogromen par čelnih kril, podobnih Berninijevim stebriščem na Trgu svetega Petra, ni bil nikoli dokončan. Leta 1861, z nastankom Kraljevine Italije, so savojski uradniki pregledali vsebino palače. Bide je popisan takole: »čuden predmet v obliki kitare«.
Od leta 1923 do 1943 je bila palača lokacija Accademia Aeronautica, italijanske letalske akademije. Od leta 1943, med zavezniško invazijo, je kraljeva palača služila kot štab zavezniških sil za vrhovnega poveljnika zavezniških sil na območju Sredozemlja; Sir Maitland Wilson in kasneje Sir Harold Alexander. Aprila 1945 je bila palača kraj podpisa brezpogojne kapitulacije nemških in italijanskih sil RSI v Italiji. Sporazum je zajemal med 600.000 in 900.000 vojakov vzdolž italijanske fronte, vključno z enotami v delih Avstrije. V palači je leta 1945 potekalo prvo zavezniško sojenje za vojne zločine; Nemški general Anton Dostler je bil obsojen na smrt in usmrčen v bližini, v Aversi. V levem loku za fasado je zgrajen niz barak. Med drugo svetovno vojno so se vojaki pete ameriške armade tukaj okrevali v "počivališču". Leta 1946 je bila palača poveljstvo zavezniških sil pod vodstvom britanskega generala sira Williama Duthieja Morgana in leta 1947 pod vodstvom ameriškega generalpodpolkovnika Johna C. H. Leeja, od katerih sta oba služila kot vrhovni poveljnik zavezniških sil v Sredozemskih operacijah, ki sta si prizadevala za zavarovanje orožja in ubojnih sredstev, obnovitev infrastrukture po vsej regiji, vračanje beguncev in prehrano na stotine tisočev. Gledališče je bilo razpuščeno septembra 1947. Palačo so leta 1943 poškodovali ameriški bombniki, med vojno pa so jo roparji praktično izpraznili. Italijanska vlada si je zelo prizadevala obnoviti stavbo in vrniti ali zamenjati okraske v skladu z originalnimi deli. Tudi med drugo svetovno vojno so nacisti okupirali Caserto; zato je verjetnost, da bodo palačo oropali kosov njene zgodovine, velika.
Leta 1998 je bila palača prizorišče snemanja Vojna zvezd: Epizoda I – Grozeča prikazen, natančneje kot notranjost palače Theed City Naboo. Štiri dni po tem, ko so jo zaprli za obiskovalce, je bila uporabljena kot lokacija. Prizore z eksplozijami so posneli na replikah prizorišč v Leavesden Studios v Angliji, da bi preprečili poškodbe dejanske palače. Poleg tega so bili v palači, natančneje v zgornjem preddverju, posneti tudi prizori iz Vojna zvezd: Epizoda II – Napad klonov.
Kraljeva palača v Caserti je bila tudi prizorišče drugih pomembnih filmov in televizijskih serij, kot so The Great, Mission: Impossible III, Angeli in demoni (film), Kaos, Konklave, Ferdinando in Carolina med drugim.

## Postavitev palače
»Palača ima pet nadstropij; 1200 sob, vključno z dvema ducatoma državnih stanovanj; 1742 oken; 34 stopnišč; 1026 kaminov; veliko knjižnico; in gledališče po vzoru neapeljskega Teatro San Carlo. Monumentalna avenija, ki teče 20 kilometrov med palačo in Neapljem, je bila načrtovana, a nikoli uresničena.«
Palača ima pravokoten tloris, ki meri 247 × 184 m, štiri stranice pa povezujeta dva pravokotna kraka, ki tvorita štiri notranja dvorišča.
Tudi brez površine notranjih dvorišč je Caserta z več kot 2 milijonoma kubičnih metrov daleč največja kraljeva palača, ki izhaja iz enega izvirnega projekta na svetu, glede na prostornino. Površina je 138.000 kvadratnih metrov. Za fasadami ujemajočih se segmentnih nizov gospodarskih poslopij, ki obdajajo velikansko preddvorje, je nastala zmešnjava stavb, ki so olajšale vsakodnevno poslovanje. Palačo obdajajo štiri dvorišča, ki se ponašajo s tem, kar znanstveniki opisujejo kot dobro proporcionalno notranjost, ki vzbuja monotono dostojanstvo, edinstveno v tistem času.
Od vseh kraljevih rezidenc, ki jih je navdihnila Versajska palača, je palača Caserta najbolj podobna prvotnemu modelu: neprekinjeno obzorje z ograjo in rahel prelom, ki ga zagotavljajo paviljoni znotraj dolge, nekoliko monotone fasade. Kot v Versaillesu je bil potreben velik akvadukt za dovod vode za osupljive vodne prikaze. Tako kot njena francoska predhodnica je bila palača namenjena prikazu moči in veličine absolutne burbonske monarhije. Solezem v Caserti je, da je nad piano nobile, kraljevim nadstropjem, drugo nadstropje enake veličastnosti. Enfilade poznobaročnih salonov so bile srce in sedež vlade ter razkazovanje narodnega bogastva. Caserta je nudila kraljevo zatočišče pred prahom in frakcijami prestolnice, tako kot je Versailles osvobodil Ludvika XIV. iz Pariza. Kraljeva palača ima več kot 40 monumentalnih prostorov, popolnoma okrašenih s freskami, medtem ko Versailles šteje le 22 monumentalnih prostorov.

## Park
Park, tipičen primer baročne razširitve formalnih vedut, se razprostira na 120 hektarih, deloma na hribovitem terenu. Graditi so ga začeli leta 1753, navdihujejo pa ga tudi Versajski vrtovi. Park se začne od zadnje fasade palače, obkroža pa ga dolga aleja z umetnimi fontanami in kaskadami. V zgornjem delu je botanični vrt, imenovan Angleški vrt, ki sta ga v osemdesetih letih 17. stoletja zasnovala Carlo Vanvitelli in v Nemčiji rojen botanik, drevesničar in oblikovalec rastlin John Graefer, ki se je šolal v Londonu in ga je sir Joseph Banks priporočil siru Williamu Hamiltonu. Je zgodnji kontinentalni primer angleškega vrta v vitkem naturalističnem okusu Capability Brown.
Vodnjaki in kaskade, ki polnijo vasco (kotlino), z arhitekturo in hidravliko Luigija Vanvitellija v intervalih vzdolž širokega ravnega kanala, ki teče do obzorja, so se kosali s tistimi v palači Petergof zunaj Sankt Peterburga. Ti vključujejo:
- Dianin in Akteonov vodnjak (kipi Paola Persica, Angela Marie Brunellija in Tommasa Solarija);
- Vodnjak Venere in Adonisa (1770–80);
- Vodnjak delfinov (1773–80);
- Eolov vodnjak;
- Ceresin vodnjak.

Veliko figur iz klasične antike je oblikoval Gaetano Salomone in so jih izdelale velike delavnice.
Sodobni opazovalci so opazili, da je Caserta presegla vse druge evropske kraljeve palače, vključno z njenimi modeli, v enem posebnem vidiku: kombinaciji popolnosti in veličastnosti. To pripisujemo prostornemu ovalnemu trgu pred južno stranjo stavbe.

## Unescov seznam svetovne dediščine
Palača je bila leta 1997 uvrščena na Unescov seznam svetovne dediščine. V skladu z utemeljitvijo je palača, »čeprav je bila ulita v enakem kalupu kot druge kraljeve ustanove iz 18. stoletja, izjemna zaradi širokega zamaha svoje zasnove, ki ne vključuje le impozantne palače in parka, temveč tudi velik del okoliške naravne krajine in ambiciozno novo mesto, postavljeno v skladu z urbanističnimi zapovedmi svojega časa«.